# Ultimate Party 2020
『Ultimate Party 2020』（アルティメット パーティー 2020）は、日本のプロレス団体DDTプロレスリングによって大田区総合体育館で行われた興行。

## 試合
| 第1アンダーマッチ 15分一本勝負 |                                                         |                                                                                                   |
| ●中村圭吾 | 4分24秒 ダブルアーム・スープレックス→片エビ固め         | 岡谷英樹○                                                                                         |
| 第2アンダーマッチ 15分一本勝負 |                                                         |                                                                                                   |
| ○大和ヒロシ 星誕期 | 9分00秒 ジャストＸ                                      | 渡瀬瑞基● 納谷幸男                                                                                |
| オープニングマッチ MAO復帰戦 30分一本勝負 |                                                         |                                                                                                   |
| ○MAO | 7分51秒 マリーンズ・トルネード・スプラッシュ→片エビ固め | 勝俣瞬馬●                                                                                         |
| 第二試合 30分一本勝負 |                                                         |                                                                                                   |
| ●男色ディーノ | 9分51秒 口の呼吸 参ノ型 口付け                          | 彰人○                                                                                             |
| 第三試合 4WAY6人タッグマッチ 30分一本勝負 |                                                         |                                                                                                   |
| 樋口和貞 坂口征夫 赤井沙希 大鷲透 吉村直巳 平田一喜 |                                                         | マッド・ポーリー エル・リンダマン 島谷常寛 スーパー・ササダンゴ・マシン 大石真翔 アントーニオ本多 |
| 大鷲 吉村 ◯平田 | 7分12秒 奇跡を呼ぶ一発逆転首固め                        | ポーリー リンダマン 島谷●                                                                         |
| 大鷲 吉村 ◯平田 | 9分50秒 奇跡を呼ぶ一発逆転首固め                        | ササダンゴ 大石 本多●                                                                             |
| 樋口 ◯坂口 赤井 | 11分03秒 首固め                                         | 大鷲 吉村 平田●                                                                                   |
| 第四試合 ヤネカベ presents DDT EXTREME級選手権試合～ウェポンランブル 60分一本勝負                                                                                              |                                                         |                                                                                                   |
| ●青木真也 （第48代王者） | 10分55秒 ラ・マヒストラル                               | 高木三四郎◯ （挑戦者）                                                                            |
| 公認凶器(1)中村圭吾（青木）(2)音だけの爆破バット(高木）(3)魔苦・怒鳴門（青木）(4)桜井"マッハ"速人（高木）(5)暴露トーク（青木）(6)暴露トーク（高木）(7)暴露トークpart.2（高木） |                                                         |                                                                                                   |
| ※青木が6度目の防衛に失敗、高木が第49代王者となる。 |                                                         |                                                                                                   |
| 第五試合 スペシャルタッグマッチ～ハラシマルフジvsシーマソーマ！ 30分一本勝負                                                                                                   |                                                         |                                                                                                   |
| ●HARASHIMA 丸藤正道 | 12分47秒 ジントニック→片エビ固め                        | CIMA 高尾蒼馬◯                                                                                    |
| 第六試合 DDT UNIVERSAL選手権試合 60分一本勝負 |                                                         |                                                                                                   |
| ●クリス・ブルックス （第3代王者） | 14分05秒 WRアンリミテッド→片エビ固め                    | 上野勇希◯ （挑戦者）                                                                              |
| クリスが3度目の防衛に失敗、上野が第4代王者となる。 |                                                         |                                                                                                   |
| セミファイナル スペシャルシングルマッチ 30分一本勝負 |                                                         |                                                                                                   |
| ◯秋山準 | 25分38秒 フロント・ネックロック                         | 竹下幸之介●                                                                                       |
| メインイベント BLACK OUT presents KO-D無差別級選手権試合 60分一本勝負 |                                                         |                                                                                                   |
| ◯遠藤哲哉 （第75代王者） | 27分48秒 シューティングスター・プレス→エビ固め          | 佐々木大輔● （挑戦者）                                                                            |
| 第75代王者が3度目の防衛に成功。 |                                                         |                                                                                                   |
| ※勝者にはエナジードリンク「BLACK OUT」販売元の株式会社キャスティングドットジェイピー様から賞金200万円と「BLACK OUT」1年分が贈呈されます。                                      |                                                         |                                                                                                   |